# السرين (دوعن)

'

تعديل مصدري - تعديل

السرين هي إحدى قرى عزلة صيف بمديرية دوعن التابعة لمحافظة حضرموت، بلغ تعداد سكانها 477 نسمة حسب تعداد اليمن لعام 2004.